# NGC 6762
NGC 6762 (NGC 6763) é uma galáxia espiral (S0-a) localizada na direcção da constelação de Draco. Possui uma declinação de +63° 56' 03" e uma ascensão recta de 19 horas, 05 minutos e 37,0 segundos.
A galáxia NGC 6762 foi descoberta em 30 de Agosto de 1883 por Lewis A. Swift.